# Budgie (baterista)
Peter Edward Clarke (n. St Helens, Merseyside, Inglaterra; 21 de agosto de 1957), conocido en el ambiente artístico como Budgie, es un baterista británico que se inició en la ola punk de Merseyside de finales de los años setenta.
Siendo estudiante de arte se sumergió en la oleada punk, formando en Liverpool The Spitfire Boys. Al separarse de la banda, se adiciona en Big In Japan,  con quienes realizaron el EP From Y to Z and Never Again. Luego reemplaza a Palmolive en The Slits, con quienes graba el álbum "Cut". En 1979 reemplazó a Kenny Morris en la banda Siouxsie And The Banshees hasta su separación en 1996, iniciándose una larga carrera con Siouxsie Sioux, con quien formó un proyecto paralelo llamado The Creatures y se casó en 1991. En el 2007 él y Siouxsie Sioux se divorcian, dando también por terminado este proyecto musical.
- Datos: Q2074381
- Multimedia: Budgie (musician) / Q2074381